# São José do Povo
São José do Povo es un municipio brasilero del estado de Mato Grosso. Se localiza a una latitud 16º27'54" sur y a una longitud 54º15'17" oeste, estando a una altitud de 281 metros. Su población estimada en 2004 era de 3.113 habitantes.
Posee un área de 445,6,7 km².